# A2Hd (Inschrift)

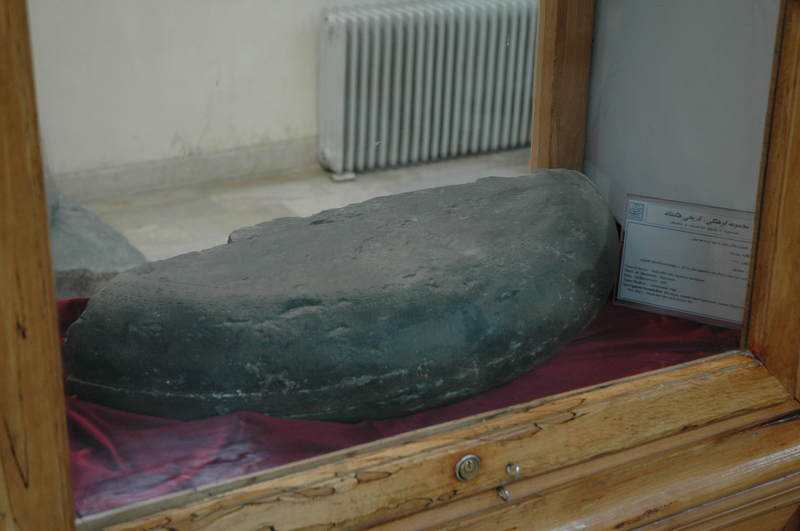
Der Torus mit der Inschrift A2Hd im archäologischen Museum Hamadan

A2Hd ist die Abkürzung einer Inschrift von Artaxerxes II. (A2). Sie wurde in Hamadan (H) entdeckt und von der Wissenschaft mit einem Index (d) versehen. Die Inschrift liegt in altpersischer Sprache vor. A2Hd ist die einzige Inschrift der Achämeniden mit einer zweifelsfreien Standortbestimmung aus Hamadan.

## Inhalt
„§1. Diesen Palast, den bezüglich der Säulen steinernen, hat Artaxerxes, der große König, errichtet. Artaxerxes, den König, soll Ahuramazda schützen zusammen mit den Göttern.“

## Beschreibung
Im September 2000 wurde das große Fragment eines Torus aus schwarzem Stein während archäologischer Ausgrabungen in Hamadan, in einer Straße nordöstlich von Meydan-e Ekbatan (Tappeh-ye Hekmataneh), gefunden. Auf dem Stein ist eine altpersische Inschrift angebracht, die zwei Zeilen hat. Seit 2009 trägt sie die Bezeichnung A2Hd.
Von den sechs Säulenbasen aus Hamadan, die Inschriften tragen, ist das Fragment mit der Inschrift A2Hd das einzige, dessen genauer Standort bestimmt werden kann. Das Fragment befindet sich im Archäologischen Museum in Hamadan.

## Rezeption
Die Säulenbasen, die in Hamadan gefunden wurden, stammen aus verschiedenen Zeiten. Nur ein Teil kann den Achämeniden zugeschrieben werden. Andere stammen aus der Zeit der Parther. Sie belegen die Präsenz von achämenidischen Königen bis in die Zeit der Parther. Die meisten der archäologischen Funde – Basen, Säulen und Kapitelle – beweisen, dass diese in späterer Zeit zum Bau von Häusern verwendet wurden. Mit der Existenz von A2Hd und den Hinweisen anderer Inschriften kann bewiesen werden, dass Artaxerxes II. mindestens einen Palast in Hamadan gebaut oder einen vermuteten Palast von Dareios I. renoviert hat.